# Aleksandr Gretjaninov
Aleksandr Tikhonovitj Gretjaninov (russisk: Александр Тихонович Гречанинов ; 25. oktober 1864 i Moskva, Rusland – 3. januar 1956 i New York City, USA) var en russisk komponist.
Gretjaninov studerede allerede som 14-årig i 1881 på Moskva konservatorium. Her blev han undervist af Sergej Tanejev og Anton Arenskij.
Flyttede nogle år senere til Sankt Petersborg, hvor han blev undervist af Nikolaj Rimskij-Korsakov.
Han emigrerede i 1925 til Paris, og i 1939 til USA, hvor han blev statsborger og blev resten af sit liv.
Gretjaninov har komponeret 5 symfonier, orkesterværker, koncertmusik, kammermusik og vokalværker i romantisk stil.

## Udvalgte værker
- Symfoni nr. 1 (i Bb-mol) (1894) - for orkester
- Symfoni nr. 2 (i A-dur) "Pastorale" (1902-1909) - for orkester
- Symfoni nr. 3 (i E-dur) (1920–1924) - for orkester
- Symfoni nr. 4 (i C-dur) (1923-1924) - for orkester
- Symfoni nr. 5 (i G-mol) (1936–1938) - for orkester
- Cellokoncert (1895) - for cello og orkester
- Violinkoncert (1932) - for violin og orkester
- Koncert (1938) - for fløjte, harpe og strygeorkester
- 4 Strygekvartetter (1892-1893, 1913-1914, 1915-1916, 1929)
- 2 Klaversonater (1931, 1942) - for klaver
- 2 Klavertrioer (1906, 1930-1931)
- "Dobrynja Nikitic" (1895-1901) - opera
- "Soeur Betrice" (1908-1910) - opera
- 1. "Liturgi af St. John Chrysostom" (1897) - for kor
- 2. "Liturgi af St. John Chrysostom" (1901) - for kor